# Demir Imeri
Demir Imeri, maced. Демир Имери (ur. 27 października 1995 w Kiczewie) – macedoński piłkarz pochodzenia albańskiego, grający na pozycji pomocnika.

## Kariera piłkarska

### Kariera klubowa
Wychowanek klubu KF Vëllazërimi 77. W 2012 rozpoczął karierę piłkarską w barwach FK Rabotniczki Skopje. Na początku 2014 został zaproszony do Shkëndija Tetowo, skąd został wypożyczony do klubów Horizont Turnowo i FK Renowa. Latem 2017 przeszedł do KS Kamza. 26 lipca 2018 został piłkarzem fińskiego PS Kemi. 30 stycznia 2019 przeniósł się do maltańskiego Mosta FC. 22 sierpnia 2019 podpisał kontrakt z Olimpikiem Donieck.

### Kariera reprezentacyjna
W latach 2011–2012 występował w juniorskiej reprezentacji Macedonii Północnej. Potem bronił barw reprezentacji U-19. Od 2014 do 2015 występował w młodzieżówce.

## Sukcesy i odznaczenia

### Sukcesy klubowe
FK Rabotniczki Skopje
- finalista Pucharu Macedonii Północnej: 2011/12

Shkëndija Tetowo
- wicemistrz Macedonii Północnej: 2016/17
- finalista Pucharu Macedonii Północnej: 2016/17